# St. Johannes (Gittelde)

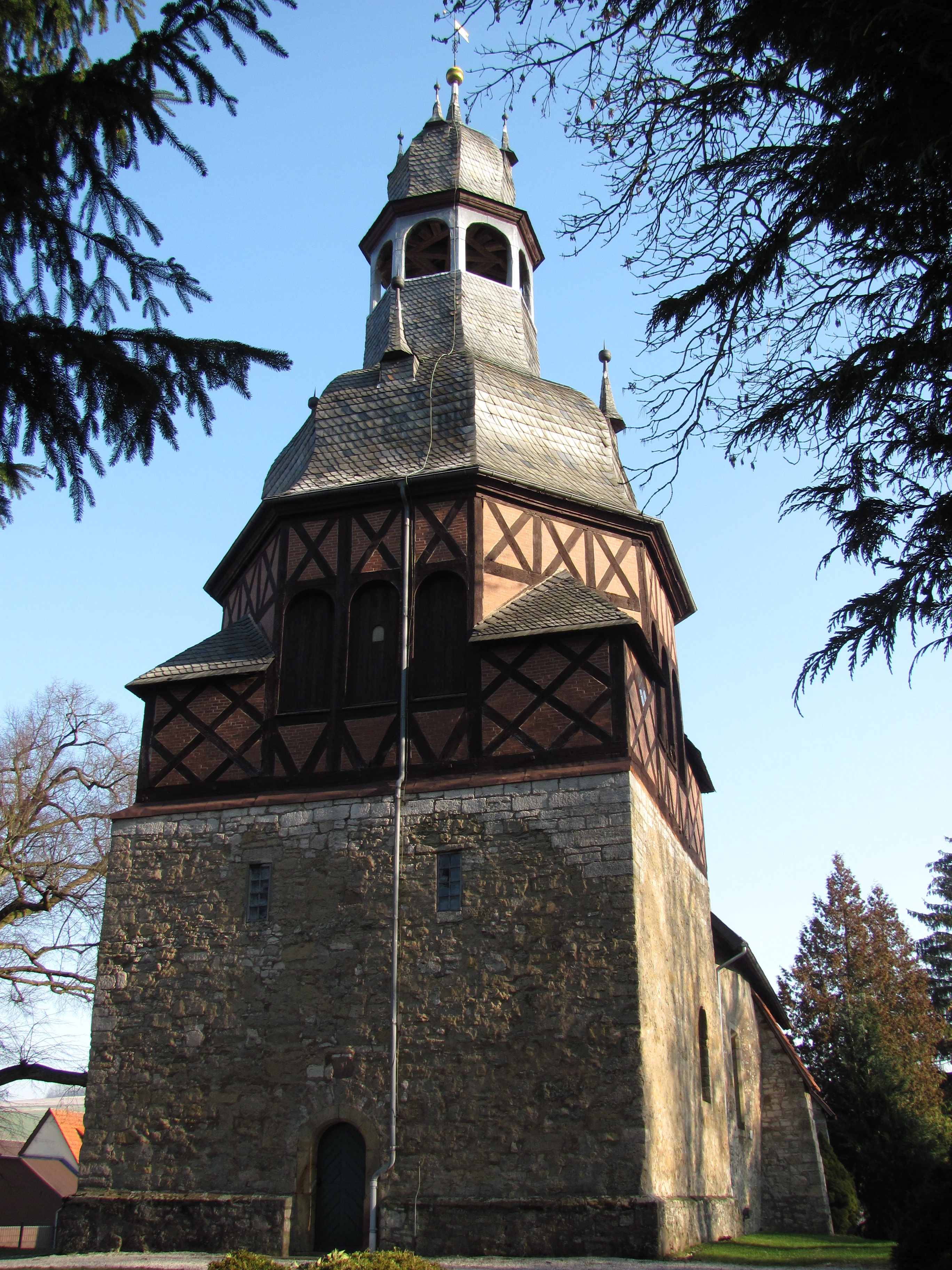
Johanneskirche

Die evangelisch-lutherische Johanneskirche steht auf dem Kirchfriedhof von Gittelde, einem Ortsteil der Gemeinde Bad Grund im Landkreis Göttingen in Niedersachsen. Die Kirchengemeinde St. Johannes und Mauritius gehört zur Propstei Gandersheim-Seesen der Evangelisch-lutherischen Landeskirche in Braunschweig.

## Beschreibung
Die Saalkirche mit dem Kirchturm auf quadratischem Grundriss im Westen, dem mit Strebepfeilern gestützten Langhaus und dem eingezogenen Chor mit geradem Abschluss im Osten entstand im 17. Jahrhundert durch Umbau der Kapelle des ehemaligen Edelhofes. Der Turm erhielt 1660 einen mit Backsteinen ausgefachten Aufsatz aus Holzfachwerk, dessen oberer Teil achteckig ist. Darauf sitzt eine glockenförmige, schiefergedeckte Haube, die in eine offene Laterne übergeht. 
Die erste Orgel wurde 1804 von Georg Bentroth gebaut. Sie wurde 1898 durch ein Werk mit 14 Registern, zwei Manualen und einem Pedal von Louis Krell ersetzt.